# The Traitors
The Traitors je televizní reality show a mediální franšíza, kterou vytvořila společnost All3Media a která byla poprvé odvysílána v roce 2021 na programu RTL 4 v Nizozemsku pod názvem De Verraders. V Česku se vysílá pod názvem Zrádci.

## Pravidla
Hráče na začátku hry moderátor rozdělí do dvou skupin. Alespoň ze tří se stávají zrádci, ostatní se automaticky stávají věrnými, přičemž pouze zrádci znají identitu ostatních soutěžících. Věrní musí spolupracovat, aby identifikovali a eliminovali zrádce před koncem hry, zatímco zrádci se snaží zůstat neodhalení a vyhnout se vyhnanství.

### Mise
Soutěžící se účastní misí, kde všichni bez ohledu na svou roli ve hře spolupracují, aby získali co nejvíce peněz do společného výherního fondu. V rámci mise mohou také získat výhodu do hry, například přístup do zbrojnice.

### Štít
Osoba, která vlastní štít, nemůže být zrádci zavražděna, štít ale nechrání před vyhoštěním u kulatého stolu. Pokud zrádci přesto na osobu se štítem zaútočí, nikdo nebude zavražděn a následující snídaně se zúčastní všichni hráči.
V některých verzích mohou hráči získat štít během mise, jindy hráči soutěží o vstup do zbrojnice, ze které si štít náhodně odnese jen jeden soutěžící. Ten má obvykle na výběr, zda ostatním sdělí, jestli štít získal nebo ne.

### Dýka
Majitel dýky má možnost, aby se jeho hlas u nejbližšího kulatého stolu započítal dvakrát. Výhodu může, ale nemusí použít. Dýku nelze předat jinému soutěžícímu. Dýku lze obvykle vyhrát během mise nebo získat ve zbrojnici.

### Kulatý stůl
Kulatý stůl je jediné místo, kde mohou věrní ukončit hru zrádců. Na konci většiny dnů se ho účastní všichni hráči, kteří diskutují o tom, koho vyhostí. Poté každý napíše na destičku jméno toho, koho chce vyhostit. Každý poté veřejně oznámí, koho chce vyřadit a proč. Hráč, který získá nejvíce hlasů, musí hru opustit. Předtím, než odejde z místnosti, ostatním soutěžícím prozradí, jakou roli v pořadu měl (věrný či zrádce). Pokud dojde na remízu, je hráčům umožněno pronést krátkou obhajobu a poté mezi ně ostatní rozdělí své hlasy. Pokud by i poté byla remíza, rozhodl by o vyřazení los.
V některých verzích soutěžící vyhoštěný během posledního kulatého stolu musí hru opustit, aniž by ostatním sdělil svou identitu.

### Konkláve
Zrádci se po půlnoci schází na konkláve, kde se většinou rozhodnou, kterého z věrných zavraždí – tato osoba okamžitě opustí hru. Ostatní věrní zjistí, kdo byl vyřazen, až následující den, a to obvykle tak, že zavražděná osoba nedorazí na společnou snídani.

#### Seznam smrti
Zrádci mohou na konkláve dostat za úkol místo vraždy sepsat seznam smrti, na který umístí tři až čtyři osoby. Jeden z těchto hráčů je zavražděn během následující noci. Na seznam mohou zrádci napsat i sebe.

#### Verbování a vydírání
Pokud ve hře zbývají pouze dva zrádci, mohou se na konkláve rozhodnout místo vraždy naverbovat jednoho věrného, aby se k nim přidal. Věrný má možnost odmítnout, přičemž dle verze může, ale nemusí být následně zavražděn. Pokud přijme, stává se okamžitě zrádcem. Pokud zbývá ve hře pouze jeden zrádce, následuje vydírání – zrádce dá jednomu z věrných ultimátum, buď se stane zrádcem, nebo bude okamžitě zavražděn. Ihned po vydírání následuje vražda.

### Tajné mise
Zrádci mohou dostat za úkol provedení tajné mise. Typickou misí je vražda všem na očích, tedy kdy místo konkláve zavraždí někoho před odbitím půlnoci, a to například objetím, polibkem nebo pronesením určité věty. Soutěžící je možné také otrávit – v tom případě se otrávená osoba zúčastní i dalšího dne a až v průběhu něj se všichni dozví, kdo byl zavražděn.

### Jasnovidec
V některých sériích mohou soutěžící před závěrem hry získat roli jasnovidce. Hráč, který tuto výhodu získá, má právo pozvat libovolného hráče na schůzku, kde mu tento hráč musí odhalit svou skutečnou roli v programu, zatímco role jasnovidce zůstává v tajnosti.

### Závěr hry
Po závěrečném kulatém stolu zbývající hráči (typicky čtyři) sami rozhodují, kdy hru ukončí. Pokud alespoň jeden hlasuje pro pokračování, následuje další kolo hlasování o vyhoštění. Pokud všichni zbývající hráči hlasují pro ukončení hry, nebo ve hře zbývá poslední dvojice, hra je u konce. Všichni poté odhalí své identity. Pokud zůstali pouze věrní, rozdělí si mezi sebe výhru rovným dílem. Pokud zůstal mezi hráči zrádce, získá celou výhru pro sebe.

#### Dilema zrádců
Pokud na konci hry zůstane více zrádců, čeká na ně finální hlasování. Mají dvě možnosti – buď zvolí krádež, nebo dělení. Pokud všichni zvolí dělení, rozdělí si výhru rovným dílem. Pokud jeden zvolí krádez a ostatní dělení, ti, co se chtějí dělit, si rozdělí výhru. Pokud jeden zvolí dělení a ostatní krádež, ti, co chtějí krást, si rozdělí výhru. Pokud všichni zvolí krádež, výhru nezíská nikdo.
V různých verzích se soutěže účastní různý počet hráčů. Stejně tak se liší počet zrádců na začátku řady. Některých národních verzí se účastní pouze celebrity, v jiných obyčejní lidé, někde jsou obě skupiny promíchány.

## Mezinárodní verze
|  | Natáčeno |  | Stav neznámý |  | Vysílání ukončeno |

| Země                   | Místní název                                                                | Stanice                                     | Moderátor                                                      |
| ---------------------- | --------------------------------------------------------------------------- | ------------------------------------------- | -------------------------------------------------------------- |
| Argentina              | bude oznámeno                                                               | Telefe                                      | Santiago del Moro                                              |
| Austrálie              | The Traitors                                                                | Network 10                                  | Rodger Corser                                                  |
| Belgie (francouzština) | Les Traîtres                                                                | RTL-TVI                                     | Frédéric Etherlinck                                            |
| Belgie (vlámština)     | De Verraders                                                                | VTM                                         | Staf Coppens                                                   |
| Brazílie               | bude oznámeno                                                               | Universal+                                  | bude oznámeno                                                  |
| Bulharsko              | Traitors: Игра на предатели (Traitors: Igra na predateli)                   | bTV                                         | Vladimir Karamazov                                             |
| Česko                  | Zrádci                                                                      | Prima                                       | Vojtěch Kotek                                                  |
| Dánsko                 | Forræder                                                                    | TV2                                         | Lise Rønne                                                     |
| Dánsko                 | Forræder - Ukendt Grund                                                     | TV 2 Echo                                   | Martin Johannes Larsen                                         |
| Finsko                 | Petolliset                                                                  | Nelonen                                     | Christoffer Strandberg                                         |
| Francie                | Les Traîtres                                                                | M6                                          | Éric Antoine                                                   |
| Francie                | Les Traîtres: Nouvelle Génération                                           | M6+                                         | Éric Antoine                                                   |
| Chorvatsko             | bude oznámeno                                                               | RTL                                         | bude oznámeno                                                  |
| Indie                  | The Traitors India                                                          | Prime Video                                 |                                                                |
| Irsko                  | The Traitors Ireland                                                        | RTÉ One                                     |                                                                |
| Itálie                 | The Traitors Italia                                                         | Prime Video                                 | Alessia Marcuzzi                                               |
| Izrael                 | הבוגדים (Habogdim)                                                          | Channel 12                                  |                                                                |
| Jižní Afrika           | bude oznámeno                                                               | bude oznámeno                               | bude oznámeno                                                  |
| Jižní Korea            | bude oznámeno                                                               | bude oznámeno                               | bude oznámeno                                                  |
| Kanada (angličtina)    | The Traitors Canada                                                         | CTV                                         | Karine Vanasse                                                 |
| Kanada (francouzština) | Les Traîtres                                                                | Noovo                                       | Karine Vanasse                                                 |
| Maďarsko               | Az Árulók – Gyilkosság a kastélyban                                         | RTL                                         | Attila Árpa                                                    |
| Mexiko                 | bude oznámeno                                                               | Universal+                                  | bude oznámeno                                                  |
| Mongolsko              | bude oznámeno                                                               | Edutainment TV                              | bude oznámeno                                                  |
| Německo                | Die Verräter – Vertraue Niemandem!                                          | RTL                                         | Sonja Zietlow                                                  |
| Nizozemsko             | De Verraders                                                                | RTL 4                                       | Tijl Beckand                                                   |
| Nizozemsko (speciál)   | De Verraders                                                                | Videoland                                   | Art Rooijakkers (Videoland Edition) Frank Evenblij (Halloween) |
| Norsko                 | Forræder                                                                    | TV2                                         | Mads Hansen                                                    |
| Nový Zéland            | The Traitors NZ                                                             | Three                                       | Bývalý: Paul Henry Současný: bude oznámeno                     |
| Polsko                 | The Traitors. Zdrajcy                                                       | TVN                                         | Malwina Wędzikowska                                            |
| Portugalsko            | Os Traidores                                                                | SIC                                         | Daniela Ruah                                                   |
| Rumunsko               | Trădătorii                                                                  | Pro TV                                      | Ana Ularu                                                      |
| Rusko (bez licence)    | Наследники и самозванцы (Nasledniki i samozvancy) Мастер игры (Mastěr igry) | TV-3 (1) TNT (2)                            | Lyasan Utiasheva (1) Yuri Kolokolnikov (2)                     |
| Řecko                  | Οι Προδότες (Oi Prodótes)                                                   | ANT1                                        | Konstantinos Markoulakis                                       |
| Spojené království     | The Traitors                                                                | BBC One                                     | Claudia Winkleman                                              |
| Spojené království     | The Celebrity Traitors                                                      | BBC One                                     | Claudia Winkleman                                              |
| Španělsko              | Traitors España                                                             | Současný: Antena 3 (2–) Bývalý: HBO Max (1) | Současný: Juanra Bonet (2–) Bývalý: Sergio Peris-Mencheta (1)  |
| Švédsko                | Förrädarna                                                                  | TV4                                         | Dragomir Mrsic                                                 |
| Ukrajina               | Зрадники                                                                    | SWEET.TV                                    | bude oznámeno                                                  |
| USA                    | The Traitors                                                                | Peacock NBC                                 | Alan Cumming                                                   |